# Windows 10 Mobile
Windows 10 Mobile es un sistema operativo móvil, desarrollado por Microsoft y diseñado para teléfonos inteligentes y tabletas. Es parte de las ediciones de Windows 10 y sucesor de Windows Phone 8.1. El 14 de enero de 2020, Microsoft dio por descontinuado este sistema operativo.
El 8 de octubre de 2017, el ejecutivo de Microsoft, Joe Belfiore, reveló que la compañía ya no desarrollaría nuevas funciones o hardware para teléfonos con Windows, debido a su baja participación en el mercado y la consiguiente falta de software de terceros para la plataforma. Microsoft abandonó en gran parte su negocio móvil, despidiendo a la mayoría de los empleados de Microsoft Mobile en 2016, en su lugar se centró proporcionar aplicaciones y servicios compatibles con Android e iOS. El desarrollo de Windows 10 Mobile estará limitado a versiones y parches de mantenimiento.

## Historia
En julio de 2015 se lanzó Windows 10, para ordenadores, y desde entonces se esperaba la presentación de Windows 10 Mobile, el equivalente para teléfonos inteligentes. La nueva versión fue finalmente lanzada el 17 de marzo de 2016, con la disponibilidad de la actualización a los dispositivos elegibles para esta. Los primeros dispositivos Lumia que salieron a la venta con Windows 10 Mobile fueron el Microsoft Lumia 950 y el Microsoft Lumia 950 XL.

## Descripción
Su objetivo es principalmente llevar la integración y unificación con su homólogo de PC Windows 10, y proporcionar una plataforma para los teléfonos inteligentes, y pequeñas tabletas de 8 pulgadas de tamaño.
Los dispositivos elegibles para la actualización a Windows 10, fueron seleccionados en virtud del fabricante y soporte de apoyo. Algunas características varían dependiendo de la compatibilidad de hardware.
De acuerdo con la estrategia de unificación de Microsoft, esta versión móvil de Windows Phone se marca principalmente como "Windows 10", sin ninguna desambiguación, en lugar de Windows Phone 10, aunque también se conoce como "Windows 10 para teléfonos y tabletas pequeñas", y las capturas filtradas desde una vista previa técnica identifican el sistema operativo como Windows 10 (móvil). Microsoft había comenzado a eliminar las referencias específicas a la marca Windows Phone en su publicidad, a mediados de 2014. Sin embargo, los críticos todavía han considerado que el sistema operativo sea una iteración y la continuación de Windows Phone debido a su linaje y funcionalidad global similar. La vista previa técnica se llama oficialmente el "Windows 10 Technical Preview para móviles".
El 30 de septiembre de 2014, Microsoft dio a conocer a Windows 10. Terry Myerson explicó que Windows 10 (móvil) sería de Microsoft "la plataforma más completa", promoviendo planes para proporcionar una plataforma "unificada" para computadoras de escritorio, computadoras portátiles, tabletas, teléfonos inteligentes, Xbox One y todos los dispositivos de Microsoft.
Windows 10 (móvil) se dio a conocer públicamente durante el evento del 21 de enero de 2015; a diferencia de las versiones Windows Phone anteriores, Windows 10 (móvil) también ampliará su atención a la plataforma para tabletas pequeñas, basados en ARM, por lo que es un sucesor de facto al éxito comercial de Microsoft Windows RT (plataforma que se basa en la versión de PC de Windows 8). Los dispositivos con Windows RT recibieron una actualización diferente con algunas de las características de Windows 10 para PC.
Al igual que su homólogo, Windows 10 Mobile utiliza como navegador predeterminado Microsoft Edge, reemplazando Internet Explorer de Windows Phone 8.1, ya que este no se adecuaba a las nuevas líneas de diseño del sistema operativo. Desde la compilación 10136 que se lanzó el día 16 de junio de 2015 ya no está disponible el antiguo navegador.
El 9 de octubre de 2017, Joe Belfiore, responsable de la plataforma, confirmó a través de su cuenta de Twitter, que Microsoft ya no desarrollará nuevas características de software o hardware para Windows 10 Mobile,sin embargo, seguirá dando actualizaciones de seguridad a los teléfonos inteligentes Lumia con la décima versión del sistema.
"Hemos trabajado muy duro en incentivar a los desarrolladores, con una inversión muy fuerte, pero el volumen de usuarios es muy bajo para que las compañías inviertan en Windows 10 Mobile", añadió Belfiore.

## Características
Windows 10 para móviles trae una gran cantidad de novedades que posicionan a Windows al nivel de otros sistemas operativos tales como Android e iOS.

### Cortana
Microsoft Cortana es un asistente virtual similar a Google Now y a Siri. El nombre deriva de la serie de videojuegos Halo, una franquicia exclusiva de Windows y de Xbox. Cortana reconoce el lenguaje natural (sin necesidad de utilizar comandos concretos) y utiliza Bing como base de datos. Se activa pulsando el botón de búsqueda en la barra de Windows.
Se diferencia de Google Now y de Siri en que es el primer asistente virtual que incluye una "Libreta", donde Cortana guarda toda la información que tiene sobre el propietario, sus intereses y sus rutinas. De esa manera la información que el sistema tiene del usuario es fácilmente controlable, pudiendo borrar todo rastro o introducir a propósito nuevos gustos y demás para mejorar el servicio. También es el primer asistente que permite a los desarrolladores integrarse con él, permitiendo utilizar sus aplicaciones mediante la voz.
Entre las funciones de Cortana está establecer recordatorios, realizar búsquedas en Internet, contestar preguntas concretas, manejar horas nocturnas, jugar un poco y buscar información en el teléfono.

### Navegador
Windows 10 Mobile trae incluido Microsoft Edge como el explorador web por defecto, pudiéndose utilizar otros descargándolos desde Microsoft Store. Microsoft Edge tiene funciones exclusivas como Continuar en PC, una característica con la que se puede sincronizar el PC con el teléfono. Además, puede leer libros electrónicos y archivos pdf.

### Multimedia
Groove Música y Películas y TV suministran servicios de streaming de música, películas y series de televisión.
Windows 10 Mobile también añade soporte para controles de volumen por separado (tonos y notificaciones por un lado y multimedia por el otro), edición de audio y vídeo integrada acelerada por hardware (permitiendo aplicaciones como Flipagram), soporte para 3D, soporte para proyección de pantalla y muchas otras opciones.

### Pantalla de inicio y Live Tiles
Se añade la opción de añadir una tercera fila de Live Tiles a la pantalla de inicio, una característica ya disponible para terminales con resolución alta. Asimismo se incluye la posibilidad de establecer un fondo para la pantalla de inicio, mostrándose en los Live Tiles creando un efecto de ventanal.

### Aplicaciones
Las aplicaciones diseñadas para Windows Phone 8 y Windows Phone 8.1 funcionan en el sistema operativo. Las aplicaciones diseñadas para Windows 10 para móviles no funcionan en versiones anteriores.
Microsoft ha creado la Plataforma universal de Windows o denominadas aplicaciones universales, que funcionan en todo el entorno de Windows 10 (Windows 10 para computadoras, Xbox One, HoloLens, y el Internet de las cosas o IoT.

### Explorador de archivos
Se ha rediseñado el explorador de archivos, de acuerdo a las nuevas líneas de diseño.

### Calendario de Outlook y Correo de Outlook
Nuevas aplicaciones de correo y calendario llegan con esta versión de Windows, para ofrecer una experiencia mejorada.
En general, Correo de Outlook mantiene una interfaz muy similar a las aplicaciones de Outlook que se encuentran en iOS y Android, al igual que a la versión de escritorio. Su diseño es minimalista y fácil de usar. Además, soporta gestos, permitiendo marcar como importante al deslizarlo a la derecha o borrarlo al deslizar el correo electrónico hacia la derecha, pero estos gestos pueden ser personalizados por el usuario.
Calendario de Outlook, por su parte, tiene un diseño muy similar a la aplicación de correos, manteniendo un menú en la parte superior. Los días ya no están divididos en cuadrículas como en Windows Phone 8.1, sino que cada día ocupa todo el ancho de la pantalla. También está disponible la opción de ir directamente a un día determinado para que ocupe toda la pantalla.

### Continuum
Los nuevos teléfonos inteligentes con Windows 10 Mobile podrán conectarse a un monitor a través de un cable para que la interfaz y las aplicaciones universales automáticamente se ajusten y puedan funcionar como, casi, una computadora de escritorio. Además, es posible conectar un teclado y mouse inalámbrico (Bluetooth).

## Recepción
Windows 10 Mobile ha tenido mala recepción por parte de los consumidores, con ventas menguantes mes a mes desde su introducción, hasta el punto que Windows 10 Mobile ha dejado de ser relevante en el mercado de sistemas operativos móviles.
The Verge se mostró decepcionado con la dirección tomada por Windows 10 Mobile. Los menús hamburguesa y la inconsistencia entre las aplicaciones del sistema lo hace parecer incoherente. Tiene varios problemas y parece no terminado.
Windows 10 tiene peor rendimiento que Windows Phone 8.1 en muchos dispositivos. Después de muchas quejas de los consumidores, Microsoft permitió desactualizar el sistema operativo de Windows 10 a Windows Phone 8.1.
Tras los insistentes rumores sobre la discontinuación de este sistema operativo para móviles desde hace meses, ha sido finalmente el propio Joe Belfiore (vicepresidente corporativo del Grupo de Sistemas Operativos), el que ha confirmado en octubre de 2017 que Microsoft abandona este sistema operativo en su versión para móviles y se dedicará a ofrecer solamente mantenimiento. Es más, el ejecutivo ha confirmado públicamente, que hasta él mismo usa sistemas operativos de la competencia en sus dispositivos móviles personales así como, que todos los intentos de la compañía por reflotar Windows 10 phone han sido absolutamente infructuosos, justificando con ello, la decisión de abandonar esta línea de negocio aunque reiterando que seguirán ofreciendo mantenimiento durante algún tiempo.

## Windows 10 Mobile Insider Preview
| Dispositivos actualmente admitidos en el programa Insider Preview | Dispositivos actualmente admitidos en el programa Insider Preview |
| Fabricante                                                        | Modelo                                                            |
| ----------------------------------------------------------------- | ----------------------------------------------------------------- |
| Alcatel                                                           | OneTouch Fierce XL                                                |
| BLU                                                               | Win HD W510U                                                      |
| BLU                                                               | Win HD X150Q                                                      |
| BLU                                                               | Win HD LTE x150e                                                  |
| BLU                                                               | Win JR x130e                                                      |
| Microsoft                                                         | Lumia 430                                                         |
| Microsoft                                                         | Lumia 435                                                         |
| Microsoft                                                         | Lumia 532                                                         |
| Microsoft                                                         | Lumia 535                                                         |
| Microsoft                                                         | Lumia 540                                                         |
| Microsoft                                                         | Lumia 550                                                         |
| Microsoft                                                         | Lumia 640                                                         |
| Microsoft                                                         | Lumia 640 XL                                                      |
| Microsoft                                                         | Lumia 650                                                         |
| Microsoft                                                         | Lumia 950                                                         |
| Microsoft                                                         | Lumia 950 XL                                                      |
| Nokia                                                             | Lumia 635                                                         |
| Nokia                                                             | Lumia 636                                                         |
| Nokia                                                             | Lumia 638                                                         |
| Nokia                                                             | Lumia 730                                                         |
| Nokia                                                             | Lumia 735                                                         |
| Nokia                                                             | Lumia 830                                                         |
| Nokia                                                             | Lumia 930                                                         |
| Nokia                                                             | Lumia 1520                                                        |
| Nokia                                                             | Lumia Icon                                                        |
| MCJ                                                               | Madosma Q501                                                      |
| Xiaomi                                                            | Mi4 LTE (4G)                                                      |

Microsoft inicialmente lanzó Windows 10 Insider Preview (antes conocido como Windows 10 Technical Preview) específicamente para los teléfonos móviles Lumia y posteriormente liberado para más dispositivos durante toda la Insider Preview. Después muchos móviles fueron hackeados para recibir esas builds en dispositivos no compatibles, pero más tarde Microsoft bloqueó todos los teléfonos no compatibles. Para volver a Windows Phone 8.1, Microsoft lanzó Microsoft Windows Recovery Tool para recuperar el sistema anterior.
El HTC One (M8) fue el primer teléfono que no era Lumia en tener la posibilidad de obtener Windows 10 Insider Preview, a partir de la build 10080. Más tarde, el 1 de junio de 2015, Xiaomi lanzó una ROM que trae Windows 10 al Mi4, que se limitaba a determinados usuarios registrados de China. La Build 10080 también añade soporte para diversos dispositivos Lumia adicionales, de manera que casi todos los teléfonos Lumia con Windows Phone 8 u 8.1 la soportan, excepto algunos productos anunciados recientemente como el Lumia 540, que se añadió a la lista de soporte de Microsoft a partir de la build 10166.

### Dispositivos compatibles con Windows10 Mobile Insider Preview
El día del lanzamiento oficial de Windows 10 Mobile, Microsoft actualizó la lista de los dispositivos compatibles con las futuras compilaciones del sistema, siendo estos aquellos terminales que soportan de forma oficial Windows 10 Mobile. Todos los dispositivos de esta lista van a seguir recibiendo nuevas Builds de Windows 10 Mobile Preview.

## Lanzamiento como actualización paraWindows Phone 8.1
Los teléfonos que se actualizarán a Windows 10 Mobile son definidos por el soporte que el fabricante decida otorgarle a los dispositivos.
El 16 de marzo de 2016, Evan Blass, famoso filtrador con una larga lista de aciertos, publicó en su cuenta de Twitter que el día 17 de marzo de 2016 se liberará oficialmente la actualización del sistema operativo móvil para los dispositivos con Windows Phone 8.1 compatibles.
El 17 de marzo de 2016, se anunció el lanzamiento oficial de la actualización por medio de la cuenta de Twitter de Windows Blogs.
Por no haber superado las pruebas de rendimiento y experiencia de usuario, varios de los dispositivos de casi toda la gama x20 se quedaron sin soporte de Windows 10 Mobile, por lo que Microsoft decidió no actualizar esos dispositivos.
Horas más adelante del anuncio de la actualización, por medio de la cuenta de Twitter oficial de Windows Insider, se confirmó que no habrá segunda tanda de actualizaciones a Windows 10 Mobile, y que no se podrán actualizar los terminales con menos de 1GB de memoria RAM. Seguido, Microsoft confirmó oficialmente la lista final de los dispositivos compatibles con la actualización, siendo los siguientes: Alcatel OneTouch Fierce XL, BLU Win HD W510U, BLU Win HD LTE X150Q, Microsoft Lumia 430, Microsoft Lumia 435, Microsoft Lumia 532, Microsoft Lumia 535, Microsoft Lumia 540, Microsoft Lumia 550, Nokia Lumia 635, Nokia Lumia 636, Nokia Lumia 638, Microsoft Lumia 640, Microsoft Lumia 640 XL, Microsoft Lumia 650, Nokia Lumia 730, Nokia Lumia 735, Nokia Lumia 830, Nokia Lumia 930, Microsoft Lumia 950, Microsoft Lumia 950 XL, Nokia Lumia 1520, MCJ Madosma Q501, Xiaomi Mi4.

### Actualización de aniversario
Windows 10 Redstone será la primera gran actualización de Windows 10 Mobile tanto versión móvil como pc, fue anunciada en abril de 2015. Se comenzó su desarrollo en móviles el día 19 de febrero del 2016.
Su lanzamiento puede que sea en dos etapas, una en la temporada de otoño de 2016 que se concentrará en mejorar el núcleo compartido de Windows (OneCore), en la plataforma universal de Windows, o UWP (Universal Windows Plataform) con lo que Microsoft Store (anteriormente Tienda de Windows) incluirá la tienda de Xbox One y Xbox 360 y la llegada de más aplicaciones del proyecto IslandWood. Continuum también será un punto focal en esta actualización, con capacidades de realizar la sincronización de mensajes de texto y llamadas, lo que permitirá a los usuarios hacer llamadas telefónicas desde su teléfono directamente en su PC. La segunda etapa de esta actualización se había previsto para noviembre del mismo año 2016, pero se ha retrasado hasta la primavera de 2017, al igual que Threshold 2 funcionó para implementar todo lo que faltó en Threshold 1, esta seguirá los mismos pasos de pulir la primera actualización. También se espera un cambio estético del menú inicio, de Configuración, y el Centro de notificaciones. Las notificaciones serán mucho más interactivas para un mayor control.
Su rama de compilación será rs1_release. La primera compilación fue lanzada el día 19 de febrero del 2016 en el anillo rápido del programa Insider con el número de compilacíón 10.0.14267, aunque para algunos modelos en específico.
El nombre clave de esa actualización proviene de un elemento del popular juego Minecraft de Mojang, actualmente propiedad de Microsoft.
En la conferencia //Build del año 2016, organizado por Microsoft , este ha anunciado la "Actualización de aniversario" para Windows 10 y todo su entorno, este nombre se ocupará para mencionar a esta actualización.
El día 16 de agosto de 2016, estuvo disponible la actualización para los dispositivos soportados por Windows 10 Mobile, el hecho no estuvo exento de polémicas, entre ellas la desvaloración por parte de Microsoft al sector de móviles, por la tardía llegada de esta actualización y la postergación progresiva de la actualización de noviembre.

## Requisitos del sistema
Las especificaciones mínimas para Windows 10 (móvil) son similiares a Windows Phone 8.1 y Windows Phone 8, y mucho más alto que los de Windows Phone 7, con una resolución mínima de pantalla de 800 x 480 (854x480 si los botones de software están en uso) y 1 GB  de RAM. Debido a los avances de hardware y soporte del sistema operativo para tabletas, la resolución de pantalla ahora puede llegar tan alto como la resolución WQHD (2560×1440), a diferencia del tope de 1920 x 1080 pixeles de Windows Phone 8. La cantidad mínima de RAM necesaria es dictada por la resolución de la pantalla; pantallas con una resolución superior a 800 x 480 requieren de 1GB de RAM, pantallas de 1920 x 1080 y superior requieren 2GB, y las pantallas de 2560 x 1440 y superiores requieren 3GB.
| Componente                | Mínimo                                                                | Recomendado                                                                                                 |
| ------------------------- | --------------------------------------------------------------------- | --- |
| Procesador                | Procesador Qualcomm Snapdragon S4 de cuatro núcleos o superior.       | Procesador Qualcomm Snapdragon S4 de cuatro núcleos o superior.                                             |
| Memoria (RAM)             | 1 GB                                                                  | 3 GB |
| Pantalla                  | 800 x 480 pixeles                                                     | 1024× 720 pixeles                                                                                           |
| Espacio de almacenamiento | 8 GB                                                                  | 32 GB |
| Ubicación                 | GPS y A-GNSS                                                          | GLONASS |
| Conectividad USB          | Soporte para microUSB 2.0                                             | Soporte para USB Type-C                                                                                     |
| Audio                     | Jack estéreo de 3,5 mm para auriculares con soporte para tres botones | Jack estéreo de 3,5 mm para auriculares con soporte para tres botones                                       |
| Cámara                    | Cámara trasera con autoenfoque y mínimo resolución VGA                | Cámara trasera y delantera con autoenfoque, flash y mínimo resolución HD                                    |
| Sensor                    | Acelerómetro, sensores de proximidad y luz, motor de vibración        | Barómetro, giroscopio, sensorCore, acelerómetro, magnetómetro, sensor de proximidad, sensor de luz ambiente |
| Conectividad Inalámbrica  | WiFi 802.11b/g y Bluetooth                                            | 2G, 3G, 4G, NFC, WiFi 802.11b/g/n, Bluetooth y proyección en pantalla                                       |

## Historial de versiones
Expirado      Anterior      Lanzamiento público      Vista previa
| Versión 1507, Threshold 1 | Versión 1507, Threshold 1                                            | Versión 1507, Threshold 1 |
| Versión                   | Fecha(s) de lanzamiento                                              | Aspectos importantes |
| ------------------------- | -------------------------------------------------------------------- | --- |
| 10.0.9941                 | Ambos anillos: 12 de febrero de 2015                                 | - Tamaño grande y largo para los Live Tiles - Explorador de Archivos esta ahora disponible - Centro de Notificaciones ahora muestra todos los Ajustes disponibles - Calculadora tiene un nuevo diseño y puede convertir unidades - Toda la aplicación de Configuraciones ha sido renovada                                                                |
| 10.0.10051                | Anillo rápido: 10 de abril de 2015                                   | - Soporte para notificaciones LED - Correo y Calendario de Outlook se ha añadido - Se ha añadido el Proyecto Spartan - La pantalla de cambio de aplicaciones tiene un nuevo diseño - Mensajería, Teléfono y Contactos tiene un nuevo diseño - Se puede cambiar el tamaño del teclado en Smarthphones con pantalla grande - Office Mobile se ha eliminado |
| 10.0.10052                | Anillo rápido: 21 de abril de 2015                                   | - Numerosos errores solucionados |
| 10.0.10080                | Anillo rápido: 14 de mayo de 2015                                    | - Soporte para dispositivos con Mouse - Excel, Word y PowerPoint se han agregado - Múltiples aplicaciones han sido renovadas |
| 10.0.10136                | Anillo rápido: 16 de junio de 2015                                   | - Control con una mano ahora se activa pulsando el Icono de Windows - VPN, PPTP y SSTP ahora están soportados - Cortana tiene una nueva interfaz - Internet Explorer se ha quitado |
| 10.0.10149                | Anillo rápido: 25 de junio de 2015 Anillo lento: 8 de julio de 2015  | - La Aplicación Fotos ahora soporta el formato GIF - Botón de Linterna ahora disponible en el Centro de Notificaciones - Microsoft Edge ahora tiene nuevas mejoras y funciones - Se ha eliminado en Centro de Insider |
| 10.0.10166                | Anillo rápido: 10 de julio de 2015 Anillo lento: 22 de julio de 2015 | - Microsoft Edge (anteriormente Proyect Spartan) y la Tienda ahora usan el color de Acento - El Icono de la batería ahora es más grande - La tienda de Windows Phone ha sido retirada |

| Versión 1511, Threshold 2 | Versión 1511, Threshold 2 | Versión 1511, Threshold 2 |
| Versión                   | Fecha(s) de lanzamiento | Aspectos importantes |
| ------------------------- | --- | --- |
| 10.0.10512                | Anillo rápido: 12 de agosto de 2015 | - Ahora se puede usar la aplicación Fotos como pantalla de bloqueo - Nuevos fondos de pantalla que son de agosto del año 1975 - Se ha mejorado el diseño predeterminado para el Rincón de Niños |
| 10.0.10536                | Anillo rápido: 15 de septiembre de 2015 Última revisión: 15 de septiembre de 2015 | Revisión 10536.1000 - Ahora se puede hacer visible el dispositivo en el modo de USB Ethernet, Conexión USB y red local - El Centro de Insider ahora está disponible nuevamente - El modo con una mano ahora está disponible en todos los dispositivos - Se han solucionado problemas con el Hotpost y la pantalla de bloqueo Revisión 10536.1004 - Errores conocidos solucionados |
| 10.0.10549                | Anillo rápido: 14 de octubre de 2015 | - Cortana ahora está disponible en Japón, Australia y Canadá - Emojis añadidos - La aplicación de Mensajería ahora tiene una cuadro de texto mejorado - Se han solucionado múltiples errores |
| 10.0.10572                | Anillo rápido: 20 de octubre de 2015 | - Ahora se puede cambiar el tamaño de la pantalla - Ahora se puede activar la depuración USB y LAN y pueden seleccionar cuantos volcado de errores se pueden guardar - Microsoft Edge ahora puede sincronizar la lista de lectura y Favoritos. |
| 10.0.10581                | Anillo rápido: 29 de octubre de 2015 | - Predicción de Texto y grabación de Video han sido mejorados - Mejora en rendimiento y duración de la batería - El centro de Insider nuevamente fue retirado - Se ha arreglado el problema que impedía actualizar desde una compilación antigua |
| 10.0.10586                | Anillo rápido: 18 de noviembre de 2015 Anillo preliminar: 10 de febrero de 2016 Anillo lento: 20 de noviembre de 2015 Anillo común: 20 de noviembre de 2015 Público en general: 17 de marzo de 2016 Última revisión: 10 de agosto de 2016 | Revisión 10586.0 - Errores comunes solucionados - Nueva interfaz - Microsoft Edge 13 se ha añadido - Todas las betas de las aplicaciones han sido reemplazadas por las aplicaciones de la plataforma universal de Windows - Continuum se ha añadido - Windows Hello se ha añadido como método de autentificación - Windows Store reemplaza la tienda de Windows Phone - Soporte extendido de Hardware Revisión 10586.11 - Errores no conocidos solucionados Revisión 10586.29 - Errores conocidos solucionados - Mejoras en el soporte para aplicaciones Silverlight de Windows Phone 8.1 - Mejoras en el rendimiento de Microsoft Edge - Mejoras en la función de autocompletar en Microsoft Edge al cambiar la parte final de un enlace - Mejoras en la fiabilidad del Bluetooth - Mejoras en la experiencia de actualización Revisión 10586.36 - Errores no conocidos solucionados - Mejoras en la experiencia de actualización Revisión 10586.63 - Errores conocidos y no conocidos solucionados - Mejoras en la escritura con el teclado polaco en la aplicación Correo de Outlook - Mejoras en la navegación giro a giro a través de Bluetooth en los coches - Mejoras en la batería cuando se usa Windows Hello - Mejoras en la fiabilidad de las acciones rápidas Revisión 10586.71 - Errores conocidos solucionados - Mejoras en el rendimiento y la fiabilidad de Windows Update - Mejoras en la migración de los datos desde Windows Phone 8.1 - Mejoras en detección de tarjetas SD en el arranque y al insertar una de estas. - Mejora en la visualización de PDF en Edge y otras mejoras - Mejoras en la fiabilidad de la conexión Bluetooth al volver a conectarse los dispositivos ya emparejados - Mejoras en la fiabilidad de la configuración al descargar mapas o cambiar los ajustes rápidos - Mejoras en la importación de las colecciones de canciones locales en Groove Música - Mejoras el consumo de energía cuando se escucha música, después del uso de Windows Hello y durante la descarga de nuevas versiones - Mejoras en la fiabilidad en el rincón de niños Revisión 10586.107 - Errores conocidos solucionados - Mejoras en el soporte del narrador en múltiples lenguajes - Mejoras en el reinicio cuando BitLocker o la encriptación está activada Revisión 10586.122 - Mejoras en el teclado Kanji cuando se usa Continuum - Mejoras en la generación de miniaturas de los videos en la orientación vertical - Mejoras en la conexión de internet compartida para algunas configuraciones de redes móviles - Mejoras en la registración IMS para algunas configuraciones de redes móviles - Mejoras en la sincronización de correos electrónicos cuando se está conectado a un portal cautivo Wi-Fi - Mejoras en la conexión de datos para perfiles SIM duales - Mejoras en la vida de la batería mediante la actualización de los procesos en segundo plano - Mejoras en la calidad de video para videos que se graban y guardan en la tarjeta SD - Mejoras en la fiabilidad del sistema operativo en la pantalla de inicio - Mejoras en la fiabilidad de las alarmas - Actualizaciones para diversas aplicaciones y Windows Feedback - Errores conocidos solucionados Revisión 10586.164 - Mejoras en la fiabilidad de las notificaciones - Mejoras en la creación de copias de seguridad de la batería y el almacenamiento - Mejoras en el uso de la batería - Mejoras en la conectividad Bluetooth - Mejoras en la fiabilidad del sistema operativo Revisión 10586.218 - Mejoras en Microsoft Edge - Ahora se puede confirmar una descargar antes de realizar está - Soporte para descargas en segundo plano - Buzón de voz visual ahora es compatible con teléfonos con doble SIM - Mejoras de estabilidad, rendimiento y fiabilidad - Mejoras de conectividad Bluetooth - Mejoras de fiabilidad en Cortana para leer mensajes de texto en voz alta y mejoras de usabilidad para horas tranquilas - Mayor fiabilidad de la tienda - Mejoras para la conectividad con PC vía USB en algunos teléfonos que se han actualizado desde Windows Phone 8.1 Revisión 10586.242 - Mejorada la compatibilidad con aplicaciones - Experiencia de actualización mejorada - Confiabilidad mejorada en recordatorios - Interfaz mejorada para el uso de datos - Actualizado el horario de verano para reflejar los cambios en el ahorro de energía en algunos países - Errores conocidos solucionados Revisión 10586.318 - Errores conocidos solucionados - Mejoras en estabilidad - Estabilidad mejorada en USB Type-C - Mejoras en rendimiento - Mejoras en conexión compartida de internet Revisión 10586.420 - Mejoras en Cortana, se ha solucionado el problema que cerraba la aplicación en algunas ocasiones al realizar una búsqueda y correcciones al cambiar al horario de verano que no mostraba correctamente la hora de las reuniones y los recordatorios. - Se ha solucionado un problema que podría causar un consumo alto de batería al añadir una cuenta de correo mediante IMAP. - Mejoras en la aplicación Mapas, incluyendo mejor estabilidad, mayor precisión y menores retrasos en las indicaciones. - Se ha mejorado la sincronización de los mensajes de texto con la nube. - Se ha reducido el tiempo de apagado tras mostrar el mensaje de “Hasta luego”. - Se ha solucionado un problema que impedía instalar el idioma del teclado en algunos dispositivos sin tener que restablecer el dispositivo después de actualizar desde Windows Phone 8.1 - Se ha solucionado un problema que impedía utilizar la cuenta primaria de Microsoft tras actualizar desde Windows Phone 8.1 sin restablecer el dispositivo. - Se ha reducido el número de días que un dispositivo puede mantenerse sin reiniciar tras actualizar de 14 días a 7 días. - Se ha solucionado el problema que silenciaba las llamadas entrantes al recibir un SMS. - Se ha solucionado un problema que impedía utilizar la aplicación Project my Screen para proyectar nuestro móvil en nuestro ordenador. Revisión 10586.545 - Mejorada la fidelidad permitiendo a los dispositivos tener más tiempo para recuperarse desde el modo standby. - Corregido un problema que afecta a varios dispositivos con Bitlocker habilitado que no se iniciaban desde la pantalla de contraseña de Bitlocker. - Corregido un problema con los eventos MouseUp y MouseDown que no funcionaban correctamente cuando se utilizaba un scrollbar en un frame en línea (IFrame). - Corregido un problema con un retraso en la muestra de contenido cuando se redimensionaba una ventana de Internet Explorer 11. - Corregido un problema con los botones especiales y clic de mouse que no funcionaban en una sesión de Asistencia Remota. - Corregido un problema con el renderizado multi pixel utilizando WebGL. - Corregido un problema con ciertos dispositivos que no podían pasar del modo standby a modo sleep, algunas actualizaciones que no se instalaban e Internet Explorer 11. - Actualizaciones de seguridad para Internet Explorer 11, Microsoft Edge, Drivers de modo Kernel, Métodos de Autenticación Windows, Componentes Gráficos de Microsoft y el modo Lista negra del Kernel. Revisión 10586.589 - Mejorada la fidelidad de USB - Solucionado un error con el link "Cambiar mis variables de entorno" en la configuración de Cuentas de Usuario. - Solucionado un error donde un dispositivo que previamente tenía acceso a internet, tenía incorrectamente la fecha y hora después de conectar a una red sin acceso a un servidor SSL. - Solucionado un error donde alguien con un perfil obligatorio no podía usar el menú inicio, Cortana, búsqueda y algunas aplicaciones preinstaladas. - Mejorado el soporte de redes añadiendo nuevas entradas de Puntos de Acceso (APN) en la base de datos. - Corregidos errores adicionales con seguridad excesiva de inicio de sesión, Administración de Instrumentación de Windows (WMI), Almacenamiento de Usuario, Políticas Grupales de Objetos de Listas de Add-On, conexiones y transmisiones móviles, filtro de drivers, gráficos y revisado el tiempo de ahorro de luz. - Actualizaciones de seguridad para , componentes Gráficos de Microsoft, Edge, Modo Seguro del Kernel de Windows, Windows SMB Server, Windows Kernel y Pantalla de Bloqueo de Windows |

| Versión 1607, Redstone 1 | Versión 1607, Redstone 1                                                                                  | Versión 1607, Redstone 1 |
| Versión                  | Fecha(s) de lanzamiento                                                                                   | Aspectos importantes |
| ------------------------ | --- | --- |
| 10.0.14267               | Anillo rápido: 19 de febrero de 2016 Última revisión: 24 de febrero de 2016                               | Revisión 14267.1002 - Mejoras en la búsqueda de música con Cortana - Word Flow ahora funciona en la barra de direcciones de Microsoft Edge - Se ha añadido un botón dedicado a la ventanas "InPrivate" en Edge - Mejoras en los indicadores de descarga de Microsoft Edge - Mejoras en la gestión y rendimiento de multitarea Revisión 14267.1004 - Dispositivos con Dual-SIM ahora soportan buzón de voz visual |
| 10.0.14283               | Anillo rápido: 10 de marzo de 2016                                                                        | - Se ha agregado una sección dedicada a las llamadas perdidas y buzón de voz en la aplicación Contactos de Microsoft - Múltiples errores solucionados |
| 10.0.14291               | Anillo rápido: 17 de marzo de 2016                                                                        | - Se ha incluido una actualización de Mapas de Windows - Se ha actualizado Alarmas y Reloj - Se ha añadido el teclado Kana con una sola mano - Se ha añadido la escritura a mano para el Japonés - Se ha fusionado la aplicación Comentarios de Windows y Centro de Insider , ahora se llama Feedback Hub - Se ha mejorado el borde de la barra de direcciones de Microsoft Edge - Se ha mejorado un botón dedicado al cierre de pestañas en Microsoft Edge |
| 10.0.14295               | Anillo rápido: 26 de marzo de 2016 Anillo lento: 30 de marzo de 2016 Última revisión: 22 de abril de 2016 | Revisión 14295.1000 - Múltiples errores solucionados - Cortana ahora te avisa si algún dispositivo tiene batería baja Revisión 14295.1005 - Cambios no informados |
| 10.0.14322               | Anillo rápido: 17 de abril de 2016                                                                        | - Mejoras en el centro de actividades y notificaciones - Mejoras en Cortana - La página de Configuración tiene un nuevo diseño - Emojis actualizados - Mejoras en Microsoft Edge - Soporte para USB Ethernet con Continuum - Mejora de la experiencia en la pantalla de bloqueo - Ahora se puede comentar y votar en el Centro de opiniones |
| 10.0.14327               | Anillo rápido: 20 de abril de 2016                                                                        | - Cortana está disponible en más idiomas - Se ha incluido "Mensajes en todas partes" en estado de prueba o beta - La Tienda Windows ahora notifica si una aplicación se ha actualizado - Se ha eliminado la integración de Skype en la aplicación Mensajes de Microsoft - Errores solucionados |
| 10.0.14328               | Anillo rápido: 22 de abril de 2016                                                                        | - La característica "Cortana entre dispositivos" ahora funciona correctamente - Nuevas formas de crear recordatorios con Cortana |
| 10.0.14332               | Anillo rápido: 26 de abril de 2016                                                                        | - Cortana ahora puede buscar en Office 365 - El logo de Bing ahora es más pequeño en la pantalla de bloqueo de Bing |
| 10.0.14342               | Anillo rápido: 11 de mayo de 2016 Anillo lento: 18 de mayo de 2016 Última revisión: 25 de mayo de 2016    | Revisión 14343.1000 - Múltiples errores solucionados - Mejoras para Microsoft Edge - Navegación con gesto o Swype - Se actualizó el icono del área de trabajo - Aplicaciones para los sitios web - Mejoras en el Centro de Opiniones - Ahora sugiere automáticamente la categoría para el feedback - WiFi Sense se ha eliminado Revisión 14343.1003 - Estabilidad mejorada Revisión 14343.1004 - Fiabilidad mejorada - Mejoras en batería - El calentamiento del dispositivo ahora es normal |
| 10.0.14356               | Anillo rápido: 2 de junio de 2016                                                                         | Revisión 14356.1000 - Mejoras en Microsoft Cortana - Ahora las notificaciones del teléfono se muestran en el computador - Ahora se puede enviar una foto del teléfono al computador - Nueva animación al hablar con Microsoft Cortana - El fondo de pantalla por defecto de Windows ha sido reemplazado - Nuevo diseño en Configuración - Errores conocidos solucionados |
| 10.0.14361               | Anillo rápido: 8 de junio de 2016                                                                         | Revisión 14361.0 - Actualización de iconos en aplicación de Configuración. - Se ha solucionado el problema que causaba que el teléfono se congelara después de tocar la pantalla inmediatamente después de activar Narrador. - Se ha arreglado un problema que resulta en una barra gris extraña que se veía con frecuencia en el lado izquierdo de la ventana del navegador Microsoft Edge. - La configuración de DPI será guardada y se volverá a aplicar al restaurar tu teléfono. - Se ha arreglado un problema donde “Encontrar en la página” en Microsoft Edge no siempre se desplazaba la palabra encontrada. También se ha corregido un problema que resultaba en que los vídeos reproducidos en Facebook parpadeaba si se giraba el teléfono con el vídeo en modo de pantalla completa. - Se ha arreglado un problema con el texto en la página de configuración del Programa Windows Insider. - Se ha pulido el modelo de descartar una notificación. Ahora si recibes y descartas múltiples notificaciones interactivas en una columna, el fondo negro no se perderá color entre ellas. - Se ha arreglado un problema que hacía más difícil descartar una notificación con una imagen de hero, un problema por el que al ver una notificación mientras se ve Netflix daba lugar a la pausa del vídeo, con un problema por el que el teclado podría terminar cubriendo el cuadro de texto de respuesta rápida , y un problema por el que algunas notificaciones podían simplemente decir “Nueva notificación” después de un reinicio. También se ha corregido un problema por el que el Centro de acciones se cerraba inesperadamente si una notificación había sido expandida cuando se estaba desplazando el Centro de notificaciones hacia arriba. - Se ha arreglado un problema con el sonido cuando el cable de carga se enchufaba. - Se ha arreglado un problema donde el ajuste “Siempre” tras ajustar la frecuencia de ingreso de pin podía mostrarse en blanco en la página de configuración de inicio después de entrar en la configuración de la pantalla de bloqueo. - Se ha arreglado un problema que impedir el deslizar indefinadamente hacia la izquierda o derecha a través de las pestañas de la aplicación de teléfono. - Se ha arreglado un problema por el que el Lumia 535 y 540 no estaban mostrando el conmutador del flash en la aplicación de la cámara. - Se ha actualizado el motor de predicción de texto para los usuarios en varios idiomas, por lo que ahora las sugerencias que se ve cuando se selecciona una palabra se basará en el idioma activo del teclado, en lugar de la lengua que estaba activa en el momento en que la palabra fue escrita. - Ahora puedes utilizar el teclado con una mano con dispositivos de 5 pulgadas como el Lumia 640 y 830. |
| 10.0.15031.0             | Anillo rápido: 9 de febrero de 2017                                                                       | - Nuevo botón compartir: Microsoft ha cambiado el diseño del botón compartir por uno que tiene otro diseño. Las aplicaciones que usen la fuente de iconos Segoe MDL2 verán este nuevo icono de forma automática. - Solucionado un error de las últimas builds de Insider en el que ciertas citas del calendario podían provocar el cierre inesperado de la app de Correo al sincronizar. Este problema también podía provocar errores al enviar y recibir SMS. - Solucionado un problema al pausar el streaming de una pista de música, por ejemplo en Groove Música, podría provocar que no vuelva a almacenar en buffer, con un audio de mala calidad. - Corregido un problema que había a la hora de pegar un texto copiado de un PDF en Microsoft Edge. - Corregido un problema con el teclado, en ocasiones mostraba dos caracteres al pulsar solo una vez. - Añadida la bandera del arco iris en los emojis del teclado, se lo puede encontrar en la sección de transporte y tiempo. - La configuración del teclado ha sido actualizada. Ahora la configuración "Cambie de nuevo a las cartas que escribo a un emoticono", viene desactivado por defecto - Arreglado un problema relacionado con Microsoft Edge, a veces de forma inesperada no giraba en modo horizontal. - Ahora los juegos no tardarán tanto tiempo en cerrar si salimos de los mismos (no pasaba siempre). - Arreglado un problema en algunos juegos, no se mostraban correctamente en la pantalla, salían como desplazados hacia la izquierda. - Ahora el teléfono no se encenderá si lo llevamos en nuestro bolsillo y recibimos una notificación, antes la pantalla se solía encendía. - Mejorada la fiabilidad a la hora de usar GIF en aplicaciones basadas en XAML. - Se ha solucionado un problema que se daba cuando queríamos eliminar una carpeta del teléfono desde el explorador de archivos de la PC. |

| Versión 1607, Redstone 2 | Versión 1607, Redstone 2                | Versión 1607, Redstone 2 |
| Versión                  | Fecha(s) de lanzamiento                 | Aspectos importantes |
| ------------------------ | --------------------------------------- | --- |
| 10.0.14905               | Anillo rápido: 17 de agosto de 2016     | - Se han introducido nuevos sonidos para que el ecosistema de Windows 10 Mobile esté más acorde a los sonidos de Windows 10 para computadores. - Las notificaciones de llamada perdida son ahora más interactivas, con opciones para volver a llamar, enviar un mensaje de texto o recordar que debes hacer algo más tarde. - Arreglado un problema por el que los vídeos reproducidos en aplicaciones de Windows Phone 8 podrían no pausarse al recibir una llamada entrante. - Arreglado un problema por el que, si tenías configurado “Mostrar mi ID de llamada” en la opción “Mis contactos”, el contacto que está llamando aún podría ver un ID de llamada bloqueado. - Solucionado un problema donde la pantalla de bloqueo podía fallar al actualizar a la nueva hora después de cambiar la zona horaria. - Arreglado un problema en el que después de terminar una llamada no se reanudaba la música, si las instrucciones paso a paso estaban siendo leídas fuera de la app de Mapas cuando se recibió la llamada. |
| 10.0.14915               | Anillo rápido: 31 de agosto de 2016     | - Mejorando la descarga de aplicaciones y actualizaciones en Windows 10 con la Optimización de Entrega - Se ha corregido un error que causaba que las aplicaciones quedaran detenidas si se movían entre una tarjeta SD y el almacenamiento interno (y viceversa). - Se ha corregido un problema que causaba que la capacidad de Cortana de convertir texto a voz no funcionaran. Cortana debería ser capaz de leer mensajes de texto para ti, decir bromas, cantar o dar cuadros de diálogos verbales, tal como se espera. - La funcionalidad de cambiar el anillo de Windows Insider ahora debería trabajar perfectamente. - Se han corregido problemas de compatibilidad en recientes cambios de la plataforma que causaban que aplicaciones como Yahoo Mail, Preguntados, Google y Traductor de Skype Preview fallaran. - Se han realizado un número de mejoras en la traducción, incluyendo la corrección de un error con las notificaciones de instalación de la Tienda, donde se utilizó equivocadamente un verbo en alemán cuando mostraba que se chequeara la aplicación instalada. - Se ha actualizado la lógica de la notificación “Necesitas reparar tu cuenta de Microsoft”, así que no notificará múltiples veces en sucesiones constantes. - Se ha corregido un problema en que examinar las configuraciones avanzadas de Microsoft Edge podrían resultar en descargas consecuentes en la ubicación por defecto en vez de la configurada. - Se ha corregido un problema para los dispositivos que soportan Continuum, en donde en algunas ocasiones era imposible conectar a una PC que estaba emparejado. - Se han actualizado las configuraciones de sonidos así que los archivos mp3 y wma descargados de OneDrive o copiados desde el Administrador de Archivos en la carpeta Ringtone ahora se mostrarán automáticamente en la lista de sonidos disponibles para Ringtones, alarmas y notificaciones. |
| 10.0.14926               | Anillo rápido: 14 de septiembre de 2016 | - Ahora es posible posponer las pestañas de Microsoft Edge. - Ahora la página de Wi-Fi esta acorde con Windows 10 para ordenadores - Se ha solucionado el problema de escalado en dispositivos como el Lumia 635, 636 y 638, en donde en la parte inferior de aplicaciones como Mensajería o Mapas, se veía cortada. - Se han solucionado los grandes problemas de fiabilidad de Edge entre los usuarios Insider. Se ha mejorado la fidelidad de este navegador en algunas páginas como Facebook y Outlook.com - Se ha solucionado el problema en donde el sonido al bloquear/desbloquear el móvil se escuchaba considerablemente bajo cuando se usaba un volumen moderado. - Se ha solucionado el problema en donde al desactivar el “Período sin notificaciones” las notificaciones no comenzaban a llegar hasta abrir el centro de acción o abrir y cerrar una notificación interactiva. - Se ha solucionado el problema en donde Cortana se bloqueaba al intentar abrir la página de recordatorios. - Se han hecho mejoras en la fiabilidad de la página de Configuración de las VPN. En Configuración > Red e Internet > VPN. - Se ha solucionado el problema en donde las miniaturas de los videos se veían con un aspecto desproporcionado incorrecto en la carpeta “Álbum de cámara” desde la aplicación de fotos. |